# Оогоний (клетка)
Оого́ний (ового́ний) — незрелая половая клетка, способная к митозу.
У большинства животных предшественники оогониев — гоноциты — размножаются за счёт митотических делений во время миграции в гонады. Так, у млекопитающих в начале миграции имеется около 50 гоноцитов, к концу миграции — около 5000. Попав в гонады, у особей женского пола первичные половые клетки превращаются в оогонии. Оогонии продолжают делиться митотическим путём. За счёт деления оогониев во время оогенеза обычно происходит многократное увеличение числа предшественников половых клеток. Количество делений видоспецифично. У некоторых животных, например у рыб и амфибий, периодичность митотических делений оогониев связана с сезонным размножением и происходит в определённый сезон года в течение всей жизни.
У млекопитающих размножение оогониев приходится на внутриутробный период развития плода. Так, у человека максимальное количество оогониев (6—7 миллионов) наблюдается у пятимесячного плода. Далее следует массовая дегенерация половых клеток: их количество у новорождённой девочки составляет около одного миллиона, а к семи годам сокращается до трёхсот тысяч.